# マルコ・シウバ
マルコ・アレシャンドレ・サライヴァ・ダ・シウバ（Marco Alexandre Saraiva da Silva、1977年7月12日 - ）は、ポルトガル・リスボン出身の元サッカー選手、サッカー指導者。現フラムFC監督。

## 経歴

### 選手
リスボンに生まれ、CFベレネンセスでプロサッカー選手としてデビューを果たす。15年間の選手人生のほとんどを2部または3部リーグで過ごし、プリメイラ・リーガでプレーしたのはわずかにベレネンセスの1試合とSCカンポマイオレンセ時代の1試合のみである。2005年にエストリルに加入。2010-11シーズンまで同クラブでプレーして現役を引退した。

### 監督
引退直後にシウバはエストリルの監督に任命され、就任1年目でセグンダ・リーガ優勝を果たす。さらに翌2012-13シーズンは昇格1年目ながらプリメイラ・リーガ5位に導き、UEFAヨーロッパリーグ 2013-14の予選出場権を獲得した。続く2013-14シーズン、UEFA ELにてプレーオフを突破してグループステージ出場を果たし、リーガではクラブ史上最高となる4位で終えてUEFAヨーロッパリーグ 2014-15にはグループステージから参戦することになった。
2014年5月21日、ASモナコに引き抜かれたレオナルド・ジャルディムの後任として4年契約でスポルティングCPの監督に就任する。イスラム・スリマニ、ジョアン・マリオ、田中順也らを指導した。2014-15シーズンはプリメイラ3位で終えたが、タッサ・デ・ポルトガルで優勝し、2007-08シーズン以来となるタイトル獲得を果たした。しかし、わずか1シーズンで退任。
2015年7月8日、シウバはヴィトール・ペレイラの後任として2年契約でオリンピアコスFC監督に就任する。2015-16シーズンはUEFAチャンピオンズリーグ 2015-16 グループリーグにてアウェーのアーセナルFC戦にて2-3で勝利する番狂わせを演じた他、ギリシャ・スーパーリーグでも開幕から17連勝と、2000年以降の欧州主要リーグにおける歴代最長となる開幕連勝記録を樹立し、2016年2月28日にリーグ史上最速で優勝を決めた。シーズン終了後、個人的な理由で退任する。
2017年1月5日、マイク・フィーランの後任としてシーズン終了までの契約でハル・シティAFC監督に就任。就任当時プレミアリーグ最下位だった上に、主力だったロバート・スノッドグラスとジェイク・リバモアが引き抜かれるなど逆境に置かれていたが、勝ち点を積み重ねて終盤まで残留争いを演じた。最終的に降格が決定してしまったものの、自身の評価は高まることとなった。5月25日、正式に退任が決定した。
2017年5月27日、ワトフォードFCの監督に就任した。
2018年5月31日、エヴァートンFCの監督に就任した。しかし、同じリヴァプールに本拠地を置くリヴァプールFCとの差を埋めることは出来ず、2018-19シーズンは8位で終了。翌2019-20シーズンもアンドレ・ゴメスの重傷やアレックス・イウォビやモイーズ・キーンらの新加入選手の不調などで波に乗れず、2019年12月4日のリヴァプールFCとのマージーサイド・ダービーでは2-5の大敗を喫し、翌5日に解任された。
2021年7月1日、AFCボーンマス監督に就任したスコット・パーカーの後任としてフラムFC監督に就任。2023-24シーズンまでの3年契約を結んだ。

## タイトル
エストリル
- セグンダ・リーガ ： 2011-12

スポルティング
- タッサ・デ・ポルトガル ： 2014-15

オリンピアコス
- ギリシャ・スーパーリーグ ： 2015-16

## 監督成績
2019年12月5日現在
| クラブ           | 就任          | 退任          | 記録 | 記録 | 記録 | 記録 | 記録   |
| クラブ           | 就任          | 退任          | 試   | 勝   | 分   | 敗   | 勝率 % |
| ---------------- | ------------- | ------------- | ---- | ---- | ---- | ---- | ------ |
| エストリル       | 2011年9月27日 | 2014年5月21日 | 116  | 54   | 31   | 31   | 046.55 |
| スポルティングCP | 2014年5月21日 | 2015年6月4日  | 53   | 31   | 15   | 7    | 058.49 |
| オリンピアコス   | 2015年7月8日  | 2016年6月23日 | 48   | 38   | 3    | 7    | 079.17 |
| ハル・シティ     | 2017年1月5日  | 2017年5月25日 | 22   | 8    | 3    | 11   | 036.36 |
| ワトフォード     | 2017年5月27日 | 2018年1月21日 | 26   | 8    | 5    | 13   | 030.77 |
| エヴァートン     | 2018年5月31日 | 2019年12月5日 | 60   | 24   | 12   | 24   | 040.00 |
| 合計             | 合計          | 合計          | 325  | 163  | 69   | 93   | 050.15 |